# 2018年7月東北亞熱浪
2018年7月東北亞熱浪是指東北亞地區於2018年7月因為受到強烈熱帶風暴安比的外圍下沉氣流與副熱帶高壓勢力影響之下，所持續高溫而發生的天災事件。受影響地區包含中國東北地區、朝鮮、韓國、日本等地，並造成多處經濟損失與人員傷亡，此次熱浪事件亦引起韓國與日本當局與社會重新探討核電重啟、裝設冷氣等經濟與民生政策的討論。中國氣象局指出，在7月20日測得攝氏35度以上高溫面積廣達159.8萬平方公里，攝氏38度以上高溫面積則有13.4萬平方公里，為此次熱浪影響該國最廣的範圍。而東亞地區因於8月持續受到颱風雲雀下沉氣流與副熱帶高壓影響，間接導致第二次長延時熱浪事件。

## 主要原因

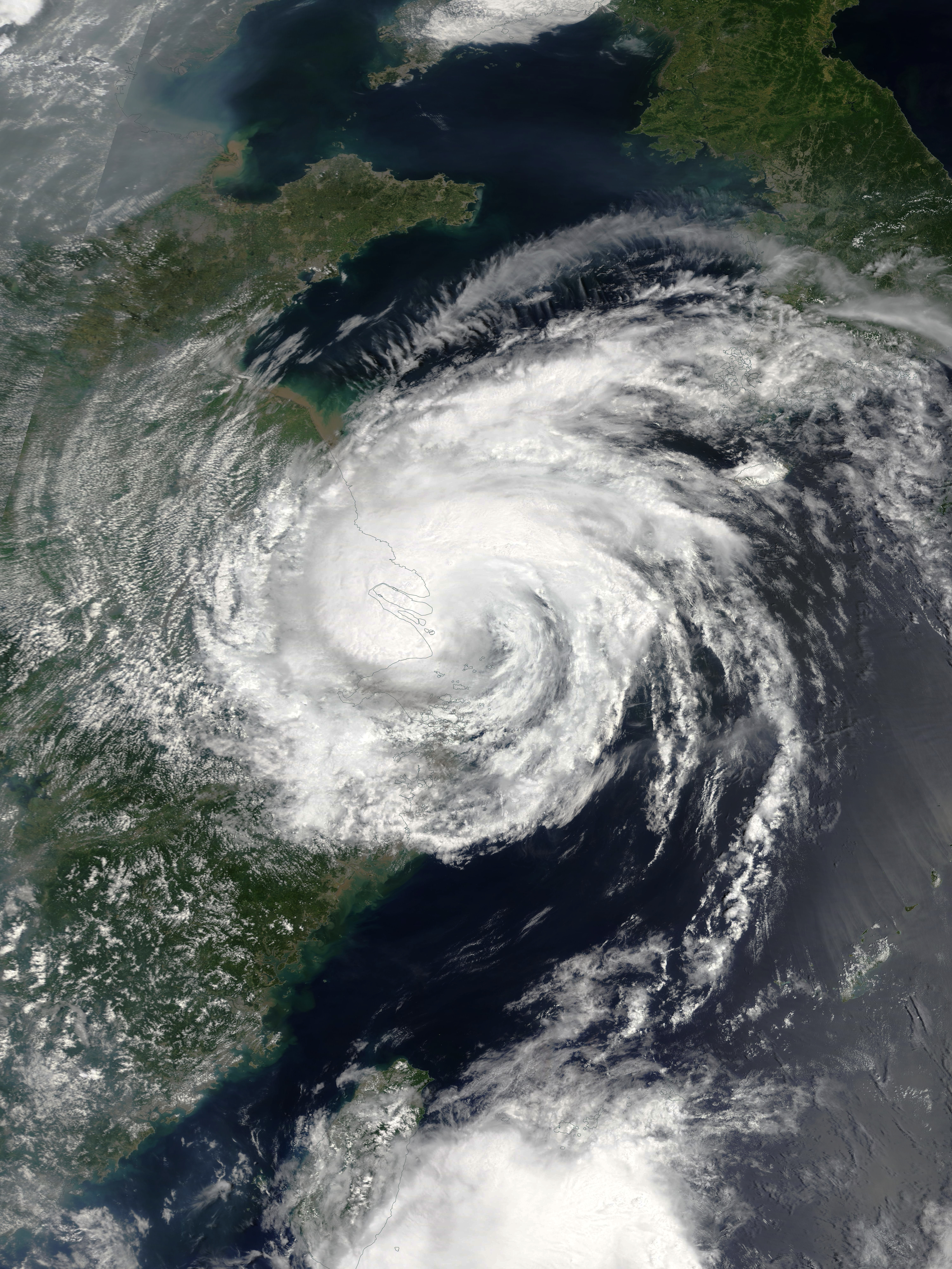
7月22日上午10時20分的強烈熱帶風暴安比，其後於中午12時30分在上海崇明區陈家镇东滩登陸。

根據中國國家氣候中心氣候服務首席艾婉秀的說法，全球氣溫上升速度呈不對稱性，不但最低溫度的上升速率將高於最高溫度的上升速率，且北方升溫速率亦將高於南方，意味著2018年夏天的北極地區高溫的極端性將高於低緯度地區，北極地區在入夏以來的氣溫異常偏高，極地冷空氣偏弱，於是向南擴展的活躍性亦弱。並研判是由於2018年4月拉尼娜现象結束後海溫上升極快，導致副熱帶高壓勢力明顯偏強，位置異常偏北，平均強度超過常年同期1倍以上，同時其南側不斷有熱帶氣旋生成，推動副熱帶高壓向北移動，中國東北及華北地區正受其支配而出現高溫天氣，尤其強烈熱帶風暴安比影響過後，東北地區氣溫即迅速升高，種種因素讓中國雖然在2018年的高溫日數是1961年以來排行第三，但最低溫度卻是1961年以來最高的，最低溫度高反映出夜間溫度不轉涼，加劇炎熱程度。中国气象局應急減災與公共服務司副司長李明媚在該機構8月例行發布會上解釋，由於北方冷空氣偏弱造成副熱帶高壓勢力向北推，並籠罩在京津冀城市群以及中國東北地區南部上空，造成高溫特別明顯。中國氣象局颱風與海洋氣象預報中心首席預報員許映龍說道：「北京地區之所以潮濕悶熱，一方面是受到副熱帶高壓北抬的影響，導致暖溼氣流源源不斷。此外，北京前期降水頻繁，在高溫下蒸發量巨大也會導致溼熱明顯。」
韓國氣象廳表示，此次熱浪事件主要是因為東北亞地區受到太平洋高壓籠罩，同時受到強烈熱帶風暴安比的外圍下沉氣流所致，當局亦提到此次熱浪造成自1994年以來最高溫紀錄。日本氣象廳指出，受到太平洋高壓的籠罩，國內持續測得高溫，韓國氣象廳則稱此次熱浪是自1973年有紀錄以來，第三次長期熱浪，同時亦補充自動氣象站所測得的高溫並不會列入至紀錄中。日本氣象廳則說明，500百帕等壓高度面天氣圖中的副熱帶高壓帶呈現正偏差，西風帶位置異常偏北，日本受高壓籠罩之下造就出此次熱浪，其導致該國自1961年有紀錄以來的最高均溫，北日本月均溫距平攝氏+1.6度，東日本月均溫距平攝氏+2.8度，乃1946年以來7月最高紀錄，其中關東甲信地方氣溫距平攝氏+4.1度、東海地方氣溫距平攝氏+3.6度；而西日本之紀錄則與1994年以第二名持平，其中近畿地方氣溫距平攝氏+3.4度、中國地方氣溫距平攝氏+3.1度，綜觀而言7月中旬的溫度超過平均值的三倍或更多。此外，東日本西岸單月日照時數距平+179%，創下1946年以來新高紀錄，而東日本東岸亦有+150%，西日本西岸則有+147%，皆遠高於平均觀測紀錄。

## 溫度狀況
日本氣象廳表示，全國各地皆出現平均逾30度以上的連日高溫，且各地陸續出現突破35度的紀錄。岐阜縣揖斐川町於7月16日測得攝氏39.3度，當地連續5天皆測得逾38度之高溫，多治見市一度測得攝氏40度，埼玉縣熊谷市在7月23日更測得攝氏41.1度，創下日本國內觀測史上氣溫新高；東京都青梅市一度出現攝氏40.8度，乃東京都觀測史上氣溫首度超過攝氏40度；京都府京都市在7月14日至20日連續7天測得攝氏38度以上高溫，創下觀測史上測得攝氏38度以上連續日數最長紀錄，當月測得逾攝氏35度的日數長達16日；佐賀縣當月測得逾攝氏35度的天數長達14日，日數最長且與1994年夏季紀錄持平；鹿兒島縣於該月連續十四日測得夜間最低氣溫達攝氏25度以上。據統計，全日本於該月共有753處測得攝氏30度以上高溫，其中就有114處一度測得攝氏35度以上；有53處測站出現設站以來之最高溫紀錄，另有108處AMeDAS觀測點出現設點以來之最高溫紀錄。
此次熱浪配合熱島效應，造成韓國的體感溫度一度逾攝氏50度。位於韓國慶尚北道永川市與大邱廣域市的自動氣象站亦分別測得攝氏40.3度及40.2度的高溫，創下韓國觀測史上氣溫新高。據韓國氣象廳的觀測資料顯示，此次熱浪分別在江原道洪川郡及首爾測得攝氏38.2度與38度的高溫，並分別為觀測史上該區最高溫與第三高溫（其中有關此次洪川郡之最高溫紀錄，後來已於下個月熱浪當中，僅僅一週內即以攝氏41度超越之），其中首爾有連續十天測得夜間最低氣溫達攝氏25度以上，且23日首爾最低氣溫高達攝氏29.2度，江陵市最低氣溫更高達攝氏31度，皆創下當地觀測史上單日最低氣溫之最高紀錄（其中有關此次首爾之最低氣溫最高紀錄，後來已於下個月熱浪當中，僅僅十天內即以攝氏30.4度超越之）。
據朝鮮國家水文氣象局觀測，此次熱浪在江原道元山市測得攝氏39.7度，咸鏡南道金野郡攝氏39度，而平壤亦測得攝氏34度的高溫，而朝鮮在此次熱浪事件中，平均溫度比往年同期高出摄氏7度，為自1981年有觀測以來最高，其中在7月22日及24日之全國平均最高溫為攝氏34.6度，超越1997年7月26日攝氏34度之舊紀錄，因而稱此次以及下個月熱浪為該國「自氣象觀測以來最嚴重的高溫現象」。
中國氣象局表示，全中國大陸之平均氣溫攝氏達22.9度，高於常年同期之攝氏21.9度，且全國有94站發生極端高溫事件，主要出現在甘肅省、湖北省、吉林省、遼寧省、山東省等，其中遼寧省本溪市本溪滿族自治縣測得攝氏39.2度、吉林省通化市集安市攝氏38.4度，另有22站皆創下單日最高氣溫紀錄新高。瀋陽市在7月28日、29日連續兩天超越同期歷史紀錄，其中29日午後最高氣溫達攝氏36.9度，乃1951年以來當地觀測史上第四高溫。熱浪影響範圍最廣出現在7月20日，攝氏35度以上高溫面積廣達159.8萬平方公里，攝氏38度以上高溫面積則有13.4萬平方公里。

## 災害與影響
持續的高溫使得當局不斷發送提醒與警告，日本當局在高溫事件持續的同時，呼籲民眾應開啟空調並適時補充水分，以避免發生中暑。全日本在7月14日至22日間，有2萬2647人因中暑就醫，其中京都府京都市就多達477人，送醫人數是前一年（2017年）同期的3.66倍。據東京消防廳22日公布統計，除稻城市、島嶼部以外，東京都內21日的救護車出動次數，達到超過3,000次，這是警消單位自1936年開始實施急救工作以來，一天出動次數最多的紀錄。同樣發生高溫的中國，吉林省蛟河市公安消防大队蛟河中队副中队长杨翼飞也提醒當地民眾高溫應變措施，以防止災害發生。針對這次熱浪，中國東北地區持續發布高溫預警，其中吉林省延边朝鲜族自治州自7月19日發布高温蓝色预警，並於23日改發布高温黄色预警，直至28日才改發布高温蓝色预警。
日本當局表示可能出資為公立學校加裝冷氣，並且延長暑假。根據日本電力交易所電價交易資料，此次熱浪事件創下自2013年8月以來電價最高紀錄，關西電力公司亦在7月14日要求其他發電廠緊急增加供電，以滿足因民眾使用空調而高漲的電力需求。根據韓國電力公司的報告，受到此次熱浪事件影響，首爾、釜山等地民眾用電量大增，以致電力系統負荷過重造成多處停電，僅僅這個月就有91宗停電報告，乃去年同期（43宗）的1.12倍。而此次熱浪事件也造成韓國基礎交通設施受到影響，韓國有多處道路龜裂並造成數辆小客車受損，亦造成韓國高速鐵道的軌道溫度超過攝氏55度，必須限速駕駛。
連日高溫以及降雨量低，使得東京的甘藍批發價為每公斤129日元，與過去5年7月下旬的均價相較暴漲65%。部份冰淇淋生產商，則在最近的股票交易中股價上漲。朝鮮方面，該國民眾受此次事件影響，對於食用狗肉的需求增加，平壤規模最大的狗肉專賣店「平壤甜肉店」服務生金愛京表示，人們相信以熱治熱，故於炎暑之際嗜食狗肉及辣味狗肉湯，不過在朝鮮用以食用的狗肉數量並無可靠數據。韓國地區的農作物也受到此次熱浪影響，西瓜比預期還要早熟成，並因高溫而燙傷，白菜與波菜的價格也比同期正常價格高出50%，交易量也有下降的趨勢。
韓國截至7月20日，已有956人因熱送醫，其中10人死亡。日本方面則有94人因此死亡，47都道府縣當中就有28都道府縣出現死亡案例。其中在7月15日至22日期間已造成65人死亡，刷新單週內死亡人數最多的紀錄，尤其在21日有11人死亡、23日則有13人死亡。西日本部分地區受2018年7月西日本豪雨影響後，在此次熱浪事件發生時正進行災害復原、重建工作，受到此次熱浪事件影響，派遣支援的自衛隊之中，有超過百人出現相關皮膚症狀和身體不適。

## 降暑政策
為減緩高溫導致的災情，日本九州電力在7月23日傍晚召開記者會宣布，提供家中有75歲以上高齡者的家庭，8、9月電費打9折的優惠。據九州電力表示，這除了是該公司首次因改善中暑情形而祭出優惠政策，也是日本首次有電力公司針對高溫災情做出對策。韓國大邱銀行表示，將在全國分行開設降暑避難所，以避免民眾受高溫而中暑。日本及韓國的地方政府也紛紛舉辦灑水降溫活動，亦派出灑水車盼能讓道路降溫。

## 相關議題

### 核電政策
文在寅政府上任後，積極推動「零核電政策」，曾於2017年6月宣告停建核電廠，並於該年7月要求部分國內企業控制電力使用程度，遭到反對者質疑相關「節電政策」是為廢核鋪路。韓國現代經濟研究院於2018年6月公布民調顯示，有近84.6%的受訪者支持文在寅政府的能源政策，然而受到此次熱浪事件影響，文在寅政府除了全面啟動火力發電外，亦打破文在寅政府推動的「零核電政策」，重啟核電廠恢復供電。韓國水電與核電公司則表示，為了應對熱浪所帶來的電力需求高峰，決定在8月份重啟韓比3號和韓蔚2號共兩座核反應爐，並暫緩韓比1號和韓蔚1號的維護計劃。

### 學校冷氣裝設
日本愛知縣豐田市梅坪小學一名小學一年級男童，於7月17日隨學校至距校1公里外的公園，進行「昆蟲採集」的戶外教學，由於當天最高溫達攝氏37.3度，男童回教室後便嘴唇發紫、失去意識陷入昏迷，緊急送醫後診斷為熱射病，最終不治身亡，許多家長因而抨擊校方不顧高溫警報，執意舉辦戶外教學，該校校長藪下隆在隔日（18日）召開記者會致歉，承認一切是自己判斷過於草率，儘管事前已呼籲學生戶外教學時需隨時補充水分，卻仍發生此次事件。後來報導發現，該校教室並未裝設冷氣機，學童教室內僅有一台電風扇，而遭日本各界批判缺乏避暑對策，社會就此掀起有關學校裝設冷氣的討論。
根據文科省統計資料顯示，截至2017年度為止，日本全國公立中小學校的冷氣設置比率僅有41.7%，其中還有極為明顯的城市差異，例如東京都中小學校的冷氣設置率高達99%，但同樣容易出現高溫的愛知縣、奈良縣、岡山縣等地甚至不到40%，愛媛縣甚至僅有5.7%。名古屋大學教授内田良則稱，公立學校裝設冷暖氣設備的進度遲緩，最大主因是學校預算的考量，且若同一市區內的學校未同步裝設，將引發家長的「教育環境不公平感」，但同步設置仍需更多資金，為導致部分地區難以儘速裝設冷氣的原因之一。

## 釋義
1. ↑  「距平」在氣象學上，指的是一特定地點及特定時間內所出現之氣象要素或氣候要素，與預期「正常」情況之偏差程度。[10]